# Tabanus orientis
Tabanus orientis är en tvåvingeart som beskrevs av Walker 1848. Tabanus orientis ingår i släktet Tabanus och familjen bromsar. Inga underarter finns listade i Catalogue of Life.